# Supachai Jaided
Supachai Jaided (taj. ศุภชัย ใจเด็ด, ur. 1 grudnia 1998 w Pattani) – tajski piłkarz grający na pozycji napastnika. Od 2017 roku jest zawodnikiem klubu Buriram United.

## Kariera piłkarska
Swoją karierę piłkarską Jaided rozpoczął w klubie Super Power Samut Prakan. Zadebiutował w nim 16 marca 2016 w wygranym 2:3 wyjazdowym meczu z Royal Thai Navy FC. Grał w nim przez rok.
W 2017 roku Jaided przeszedł do Buriram United. Swój debiut w nim zaliczył 12 lutego 2017 w zremisowanym 2:2 domowym meczu z Chonburi FC. W sezonach 2017 i 2018 roku wywalczył dwa mistrzostwa Tajlandii.
| Sezon | Klub                     | Kraj      | Rozgrywki      | Mecze | Gole |
| ----- | ------------------------ | --------- | -------------- | ----- | ---- |
| 2016  | Super Power Samut Prakan | Tajlandia | Premier League | 20    | 1    |
| 2017  | Buriram United           | Tajlandia | Premier League | 19    | 0    |
| 2018  | Buriram United           | Tajlandia | Premier League | 31    | 2    |

## Kariera reprezentacyjna
W reprezentacji Tajlandii Jaided zadebiutował 11 października 2018 roku w wygranym 1:0 towarzyskim meczu z Hongkongiem. W 2019 roku powołano go do kadry na Puchar Azji.